# Старая Тушка
Старая Тушка — село в Малмыжском районе Кировской области. Административный центр Старотушкинского сельского поселения. 

## География
Находится на правом берегу Вятки на расстоянии примерно 26 километров по прямой на север-северо-запад от районного центра города Малмыж.

## История
Известно с 1802 года, когда здесь был учтён 51 житель мужского пола (русских 4, крещёных ясашных 20, некрещёных ясашных 27). В 1873 году дворов 73 и жителей 521, в 1905 66 и 376, в 1926 99 и 451 соответственно. В 1950 году было 121 двора и 384 жителя. В 1989 году учтено 530 жителей. Богородицкая деревянная церковь с 1860. До 1950 года отдельно учитывалась деревня Мари-Тушка. В ней в 1926 году был 101 двор и 506 жителей (в том числе 100 мари и 10 прочих). В 1950 было 103 двора и 344 жителя.

## Население
Постоянное население составляло 505 человек (русские 50%, мари 27%) в 2002 году, 404 в 2010.